# Cuarteto con flauta n.º 4 (Mozart)
El Cuarteto con flauta n.º 4 en la mayor, K. 298, de Wolfgang Amadeus Mozart es el último cuarteto con flauta mozartiano. A diferencia de los tres cuartetos previos, escritos para el flautista aficionado Ferdinand de Jean, está composición parece haber sido escrita como entretenimiento, en lugar de como encargo, probablemente entre 1786 y 1787. 

## Estructura
La obra consta de tres movimientos:
1. Andante, tema con variaciones
2. Menuetto, re mayor, 3/4
3. Rondeau: [Allegretto grazioso], 2/4

El tercer movimiento destaca por su casi homorísticamente detallada indicación de tempo: «Rondieaoux: Allegretto grazioso, ma non troppo presto, pero non troppo adagio. Così-così—con molto garbo ed espressione».
Su interpretación suele durar once minutos aproximadamente.